# Xiexiandeïta
La xiexiandeïta és un mineral de la classe dels òxids.

## Característiques
La xiexiandeïta és un òxid de fórmula química SiO₂. Va ser aprovada com a espècie vàlida per l'Associació Mineralògica Internacional en el mes de maig de l'any 2025. Encara resta pendent de publicació. Cristal·litza en el sistema monoclínic. Es tracta d'un polimorf del quars format a ultra alta pressió (UHP, ultra-high-pressure en anglès).
Les mostres que van servir per a determinar l'espècie, el que es coneix com a material tipus, es troben conservades a les col·leccions del Museu Geològic de la Xina, a Pequín (República Popular de la Xina), amb el número de catàleg: GMCTM2024014, i al Museu de la Natura i la Humanitat de la Universitat de Pàdua, a Itàlia, amb el número de catàleg MMP M23230.

## Formació i jaciments
Va ser descoberta al meteorit Muonionalusta, un meteorit metàl·lic de més de 200 kg recollit l'any 1906 a Kitkiöjärvi, Pajala (comtat de Norrbotten, Suècia), sent aquest indret l'únic de tot el planeta on ha estat descrita aquesta espècie mineral.